# Rosamond Langbridge
Rosamond Langbridge (* 1880 in Glen Alla, County Donegal Republik Irland; † 2. Juli 1964 auf Mersea Island, Essex, England) war eine irische Schriftstellerin.

## Leben
Langbridge war eine Tochter von Reverend Frederick Langbridge (1849–1923), der an der Cathedral St. John the Baptist in Limerick (Munster) tätig war. In Limerick absolvierte Langbridge auch ihre Schulzeit und führte ihrem Vater den Haushalt.
Später heiratete sie den Schriftsteller John Smith Fletcher und hatte mit ihm einen Sohn. 
Ihre schriftstellerische Karriere begann Langbridge mit literarischen Beiträgen für das Feuilleton der Zeitungen wie The Guardian, The Yorkshire Post oder The Manchester Guardian und Saturday Westminster. Mit wachsendem Erfolg versuchte sie sich dann auch ebenso erfolgreich an Romanen, Theaterstücken und einem Sachbuch.

## Werke (Auswahl)
Romane
- The flame and the flood. London 1903.
- The third experiment. London 1904.
- Ambush of young days. London 1906.
- The stars beyond. London 1907.

Theaterstücke
- Imperial Richenda. London 1908.
- The spell. London 1910.

Sachbuch
- Charlotte Brontë. A psychological study. London 1932.